# 龍門山

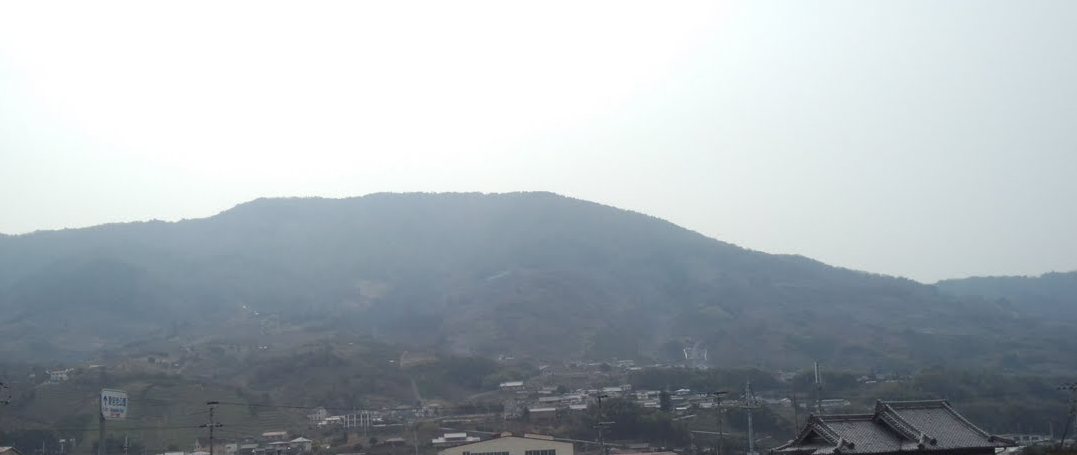
紀の川左岸から見た龍門山

龍門山（りゅうもんざん）は、和歌山県紀の川市にある標高755.9mの山である。龍門山脈の主峰。

## 概要
古くから和歌山平野に位置する名峰として知られ、紀州富士と呼ばれている。『紀伊国名所図会』に「府下より是を望むに、その形あたかも富嶽に似たり」と記されている。紀の川市のシンボル的な存在で、関西百名山に選定されている。岩質は超塩基性岩類によって形成され、その一部は蛇紋岩化しており、それが風化した土壌は植物の生育を阻害するニッケルやマグネシウムが多く、山頂部にはこの土壌に耐えられるキイシモツケなど、他ではあまり見られないような植物が生育している。また、明神岩や風穴、磁性を帯びた蛇紋岩でできている磁石岩など景観的にも優れていることから、2009年に全域が龍門山県立自然公園に指定され、特に山頂部は県指定天然記念物の磁石岩や環境省特定植物群落および和歌山県RDBに指定されているキイシモツケ群落などがあるため、第１種特別地域に指定されている。
正平14年/延文4年（1359年）、山頂に南朝方・四条隆俊が3,000余騎を率いて集結し、北朝方の畠山義深率いる30,000余騎と激闘が繰り広げられた龍門山の戦いの古戦場として知られている。

## 生物相
日本固有の蝶であるギフチョウの南限の生息地として有名であったが、1986年を最後に野生状態では見られなくなり、絶滅したと考えられている。2003年ごろ、地元で継代飼育されていたギフチョウの蛹約100頭を２年にわたり山頂に持って行くことで、再び現在でもギフチョウが見られるようになった。ただ、この放蝶個体が純粋な龍門山産のものであるかは不明である。また、バラ科のイワシモツケの和歌山県固有変種であり、和歌山県指定天然記念物のキイシモツケが山頂部に群落を作っており、５月末ごろには見ごろとなる。この他、植物や昆虫類、鳥類なども多く、豊かな自然が残っているが、特定外来生物のソウシチョウが繁殖しており、また近年ニホンジカが侵入するなど、今後注意が必要である。。

## 脚註
1. ↑  『駅から散策ecoマップ　粉河駅　名刹と果樹園の町･粉河を歩く』（JR西日本）